# Mircea Geoana
Mircea Geoană (* 14. července 1958, Bukurešť) je rumunský politik a bývalý ministr zahraničí. Je považován za zručného diplomata a koncem roku 2004 úspěšně dovedl ke konci přístupová jednání o vstupu Rumunska k Evropské unii.

## Biografie
Geoană studoval práva v Bukurešti a v Paříži. Krátce po pádu komunistického diktátora Nicolae Ceaușesca nastoupil službu v mezinárodních vztazích, stal se mluvčím ministerstva a v roce 1996 byl jako nejmladší zastupitel své země poslán do USA, aby se stal velvyslancem. Z této doby pochází jeho podpora invazi do Iráku v roce 2003.
V prosinci 2000 se Geoană stal rumunským ministrem zahraničí a v této funkci vedl v roce 2001 předsednictví OBSE. Otočil pozornost kolegů v organizaci z Balkánu na Kavkaz a centrální Asii. Ve svém rozhovoru pro FAZ v roce 2004 se vyslovil pro silnější a celosvětově ambiciózní Evropu; jen kvůli tomu se vyplatí odevzdat tolik národnostní suverenity na EU.
V komunálních volbách v červnu 2004 byl sociálnědemokratickým kandidátem v Bukurešti, obdržel ale pouze 29,7 % hlasů. Úřadující starosta Traian Băsescu (Aliance pro spravedlnost a pravdu) byl znovuzvolen 54,9 % hlasů.
Před prezidentskými volbami na konci roku 2004 byl politický oblíbenec Iona Iliesca označován jako pravděpodobný nástupce ministerského předsedy Adriana Năstaseho.
Od 21. dubna 2005 je Geoană předseda sociálnědemokratické strany PSD. V parlamentních volbách v roce 2008 vystupoval jako lídr své strany a obdržel nejvíce hlasů. 19. prosince 2008 byl zvolen prezidentem rumunského senátu.
Koncem roku 2009 byl Geoană kandidát PSD v prezidentských volbách. V prvním kole dosáhl 31 % hlasů a dostal se tak do druhého kola. V druhém kole voleb 6. prosince byl velmi těsně poražen svým protikandidátem, úřadujícím prezidentem Traianem Băsescem. Jeho strana výsledek neuznala a požádala o přepočítání sporných hlasů.
V únoru 2010 ho v čele sociální demokracie nahradil Victor Ponta a v listopadu 2011 přišel i o funkci předsedy senátu. S PSD se pak rozešel a v roce 2015 založil Rumunskou sociální stranu, která roku 2018 zanikla.
V roce 2019 se stal náměstkem generálního tajemníka NATO.